# Daniel Hagari
 (décembre 2023).
La mise en forme du texte ne suit pas les recommandations de Wikipédia : il faut le « wikifier ».
Les points d'amélioration suivants sont les cas les plus fréquents. Le détail des points à revoir est peut-être précisé sur la page de discussion.
- Les titres sont pré-formatés par le logiciel. Ils ne sont ni en capitales, ni en gras.
- Le texte ne doit pas être écrit en capitales (les noms de famille non plus), ni en gras, ni en italique, ni en « petit »…
- Le gras n'est utilisé que pour surligner le titre de l'article dans l'introduction, une seule fois.
- L'italique est rarement utilisé : mots en langue étrangère, titres d'œuvres, noms de bateaux, etc.
- Les citations ne sont pas en italique mais en corps de texte normal. Elles sont entourées par des guillemets français : « et ».
- Les listes à puces sont à éviter, des paragraphes rédigés étant largement préférés. Les tableaux sont à réserver à la présentation de données structurées (résultats, etc.).
- Les appels de note de bas de page (petits chiffres en exposant, introduits par l'outil «  Source ») sont à placer entre la fin de phrase et le point final[comme ça].
- Les liens internes (vers d'autres articles de Wikipédia) sont à choisir avec parcimonie. Créez des liens vers des articles approfondissant le sujet. Les termes génériques sans rapport avec le sujet sont à éviter, ainsi que les répétitions de liens vers un même terme.
- Les liens externes sont à placer uniquement dans une section « Liens externes », à la fin de l'article. Ces liens sont à choisir avec parcimonie suivant les règles définies. Si un lien sert de source à l'article, son insertion dans le texte est à faire par les notes de bas de page.
- La présentation des références doit suivre les conventions bibliographiques. Il est recommandé d'utiliser les modèles {{Ouvrage}}, {{Chapitre}}, {{Article}}, {{Lien web}} et/ou {{Bibliographie}}. Le mode d'édition visuel peut mettre en forme automatiquement les références.
- Insérer une infobox (cadre d'informations à droite) n'est pas obligatoire pour parachever la mise en page.

Pour une aide détaillée, merci de consulter Aide:Wikification.
Si vous pensez que ces points ont été résolus, vous pouvez retirer ce bandeau et améliorer la mise en forme d'un autre article.
Daniel Hagari (hébreu : דניאל "דני" הגרי),né en 1976 est un général des forces de défense israéliennes (Tat-Alouf). Il est porte-parole de Tsahal. 
Auparavant, il a été commandant de la direction des opérations de la marine israélienne, assistant du chef d'état-major, commandant de Shayetet 13 et bureau du chef d'état-major. 

## Service militaire
Hagari a rejoint les Forces de défense israéliennes en mars 1995 et s'est porté volontaire dans l'unité d'opérations spéciales navales Shayetet 13. Après avoir suivi le cours de guerrier au Shaytet, il a ensuite suivi le cours d'officier d'infanterie. À la fin du cours, il retourne au Shayetet 13 et est nommé commandant de peloton lors de l'opération Bouclier défensif. Il a ensuite servi comme commandant adjoint du Gadsar Nahal entre 2003 et 2004. Après cela, il a été nommé commandant adjoint d'un combattant à Shayetet 13.
En 2007, il a été promu au grade de lieutenant-colonel (Sgan-Alouf) et nommé commandant d'un escadron de navires à Shayetet 13, et a occupé ce poste jusqu'en 2009. Il est ensuite nommé commandant d'un escadron d'entraînement à Shayetet 13 entre 2009 et 2011. Il a ensuite été commandant adjoint du Shayetet 13 entre 2011 et 2012. Il a ensuite été nommé chef de cabinet du chef de cabinet Benny Gantz, poste qu'il a occupé entre 2013 et 2015.
En 2015, il est promu au grade de colonel (Alouf-Mishne) et nommé chef de la direction des opérations de la marine israélienne, jusqu'en 2017,. En mai 2017, il a été nommé assistant du chef d'état-major Gadi Eizenkot et a occupé ce poste pendant l'opération Bouclier du Nord, poste qu'il a occupé jusqu'en 2019. Le 31 juillet 2019, il a été nommé commandant du Shayetet 13, poste qu'il a occupé jusqu'au 15 juin 2021,. Pour les activités de Shayetet 13 sous son commandement, il a reçu la Médaille d'appréciation du chef d'état-major et le prix du chef d'état-major pour les unités exceptionnelles en 2020, ainsi que la citation du chef d'état-major le 16 juin 2021,,. À la fin de son poste, il est promu au grade de général de brigade (Tat-Alouf) et le 17 juin 2021, il prend ses fonctions de chef de la flotte de la Marine. Le 29 mars 2023, il a été nommé chef de l' unité du porte-parole de Tsahal, pour succéder à Ran Kochav. La nomination de Hagari s'inscrit dans la continuité d'une politique récente visant à faire appel à des militaires de carrière plutôt qu'à des journalistes civils à la tête de l'unité du porte-parole.
Le 7 mars 2025, il est annoncé que le porte-parole de l’armée israélienne, le contre-amiral Daniel Hagari, mettra fin à ses fonctions dans les prochaines semaines et quittera l’armée, ce qui ressemble à un limogeage.

## Vie privée
Hagari a grandi avec deux frères  à Tel Aviv. Il a une femme et quatre enfants. Possède une licence en philosophie et une maîtrise en diplomatie et sécurité, toutes deux obtenues à l'université de Tel Aviv.